# Haanina cariniceps
Haanina cariniceps är en kackerlacksart som först beskrevs av Bolivar 1897.  Haanina cariniceps ingår i släktet Haanina och familjen jättekackerlackor. Inga underarter finns listade i Catalogue of Life.